# Adiantum diaphanum
Adiantum diaphanum är en kantbräkenväxtart som beskrevs av Bl. Adiantum diaphanum ingår i släktet Adiantum och familjen Pteridaceae. Inga underarter finns listade.